# Форд (Вісконсин)
Форд (англ. Ford) — місто (англ. town) в США, в окрузі Тейлор штату Вісконсин. Населення — 265 осіб (2020).

## Демографія
Згідно з переписом 2010 року, у місті мешкало 268 осіб у 106 домогосподарствах у складі 82 родин. Було 136 помешкань
Расовий склад населення:
| - 100,0 % — білих |

До двох чи більше рас належало 0,0 %. Частка іспаномовних становила 0,0 % від усіх жителів.
За віковим діапазоном населення розподілялося таким чином: 22,8 % — особи молодші 18 років, 55,2 % — особи у віці 18—64 років, 22,0 % — особи у віці 65 років та старші. Медіана віку мешканця становила 47,3 року. На 100 осіб жіночої статі у місті припадало 104,6 чоловіків;  на 100 жінок у віці від 18 років та старших — 105,0 чоловіків також старших 18 років.
Середній дохід на одне домашнє господарство  становив 62 198 доларів США (медіана — 56 667), а середній дохід на одну сім'ю — 70 654 долари (медіана — 65 250). Медіана доходів становила 44 167 доларів для чоловіків та 34 375 доларів для жінок. За межею бідності перебувало 7,3 % осіб, у тому числі 6,3 % дітей у віці до 18 років та 6,9 % осіб у віці 65 років та старших.
Цивільне працевлаштоване населення становило 121 особа. Основні галузі зайнятості: виробництво — 28,9 %, освіта, охорона здоров'я та соціальна допомога — 15,7 %, транспорт — 9,1 %, будівництво — 9,1 %.